# Topologisk grupp
En topologisk grupp är inom matematiken är ett topologiskt rum utrustad med en gruppstruktur. Gruppstrukturen och den topologiska strukturen krävs vara kompatibla genom att gruppoperationerna är kontinuerliga.

## Definition
En topologisk grupp G är ett topologiskt rum med en gruppstruktur så att gruppoperationen och inverstagning
{\displaystyle G\times G\to G:(x,y)\mapsto xy}
{\displaystyle G\to G:x\mapsto x^{-1}}
är kontinuerliga. G × G ses som ett topologiskt rum med produkttopologin.
Många författare kräver att topologiska grupper ska vara Hausdorffrum, detta krävs dock inte alltid.

### Homomorfier
En homomorfi mellan två topologiska grupper är en kontinuerlig grupphomomorfi. En isomorfi är en gruppisomorfi som också är en homeomorfi, dvs en kontinuerlig gruppisomorfi med kontinuerlig invers.
Topologiska grupper, ihop med sina homomorfier, bildar en kategori.

## Exempel
Varje grupp kan göras till en topologisk grupp med den diskreta topologin. En grupp utrustad med den diskreta topologin kallas för en diskret grupp.
De reella talen R och Rn bildar topologiska grupper med sin vanliga topologi och addition. Allmännare bildar alla de additiva grupperna av alla topologiska vektorrum topologiska grupper. Alla dessa exempel är abelska.
Ett exempel på en topologisk grupp som inte är abelsk är den allmänna linjära gruppen GL(n, R) som består av alla inverterbara matriser av format n n, utrustad med underrumstopologin som fås om man betraktar gruppen som en delmängd av Rn × n.

## Egenskaper
De algebraiska egenskaperna hos en topologisk grupp interagerar med varandra på ett icke-trivialt sätt. Exempelvis är enhetskomponenten (den sammanhängande komponenten som innehåller gruppens enhetselement) en sluten normal delgrupp.
Lokalt kompakta topologiska grupper studeras inom måtteori med hjälp av Haarmått.